# 経験過程
経験過程（けいけんかてい、英: empirical process）は、経験測度の中心極限定理の一般化のひとつである。経験過程の理論は、ノンパラメトリック統計学などに応用される。

## 定義
ある一定の条件のもとで、経験測度Pnが、確率測度へ収束するという結果はよく知られている（Glivenko-Cantelliの定理）。経験過程の理論によって、この収束の速さを説明することができる。
中心化・基準化された経験測度は、
{\displaystyle G_{n}(A)={\sqrt {n}}(P_{n}(A)-P(A))}
となる。これによる、適当な可測関数fの像は、
{\displaystyle f\mapsto G_{n}f={\sqrt {n}}(P_{n}-P)f={\sqrt {n}}\left({\frac {1}{n}}\sum _{i=1}^{n}f(X_{i})-\mathbb {E} f\right)}
と書くことができる。中心極限定理により、適当な可測集合Aに対して、{\displaystyle G_{n}(A)}は、正規確率変数N(0, P(A)(1 − P(A)))へ分布収束する。同様に、適当な関数fに対して、{\displaystyle G_{n}f}は、正規確率変数{\displaystyle N(0,\mathbb {E} (f-\mathbb {E} f)^{2})}へ分布収束する。
定義
{\displaystyle {\bigl (}G_{n}(c){\bigr )}_{c\in {\mathcal {C}}}} をSの可測な部分集合の族{\displaystyle {\mathcal {C}}}における経験過程という。
{\displaystyle {\bigl (}G_{n}f{\bigr )}_{f\in {\mathcal {F}}}}をSから{\displaystyle \mathbb {R} }への可測関数の族{\displaystyle {\mathcal {F}}}における経験過程という。
経験過程に関する有名な結果のひとつに、Donskerの定理がある。この定理は、ある一定のガウス過程へ弱収束する経験過程のクラス（Donskerクラス）についての研究につながった。DonskerクラスはGlivenko-Cantelliクラスになるが、その逆は一般的に正しくない。

## 例
例として、経験分布関数を考える。i.i.d.確率変数{\displaystyle X_{1},X_{n},\dots }において、これは、
{\displaystyle F_{n}(x)=P_{n}((-\infty ,x])=P_{n}I_{(-\infty ,x]}.}
と与えられる。この例では、経験過程は{\displaystyle {\mathcal {C}}=\{(-\infty ,x]:x\in \mathbb {R} \}}のクラスによって特徴づけられる。この{\displaystyle {\mathcal {C}}}はDonskerクラスであることを示すことができ、特に、:{\displaystyle {\sqrt {n}}(F_{n}(x)-F(x))} はブラウン橋 B(F(x))に弱収束する。